# Léo Gandelman
Leonardo Gandelman, mais conhecido como Leo Gandelman, (Rio de Janeiro, 10 de agosto de 1956) é um saxofonista, flautista, compositor, arranjador e produtor musical brasileiro.
Filho de uma pianista clássica e de um maestro, Leo Gandelman começou os estudos musicais com seis anos de idade. Aos 15 anos apresentou-se como solista da Orquestra Sinfônica Brasileira nos “Concertos da Juventude”. 
Trafegando livremente entre o clássico e o popular, Leo desenvolveu uma carreira tanto na música popular brasileira quanto na música de concerto. Já interpretou peças como Fantasia para Sax Soprano e Orquestra de Villa-Lobos, Concertino para Sax Alto e Orquestra de Radamés Gnattali, Rapshodia para Orquestra e Sax Alto de Debussy e Concertino para Sax Alto de Jacques Ibert, entre outras.
Já participou do trabalho de inúmeros artistas da MPB e é compositor e intérprete de trilhas marcantes para TV e cinema. Seus discos venderam um total de mais de 500 mil cópias, sendo Solar o de maior sucesso.

## Biografia

### Os primeiros anos
Leo Gandelman nasceu em uma família de músicos. Filho de Henrique Gandelman (violonista, maestro, diretor artístico da gravadora CBS - atual Sony - e advogado da área de direitos autorais) e de Saloméa Gandelman (professora de piano e fundadora da Escola de Música Pró-Arte-RJ, Coordenadora de pós graduação na Unirio, além de autora de livros sobre técnicas musicais). Suas irmãs também não escaparam do mundo da música, Lia Gandelman foi oboísta da Orquestra Sinfônica do Teatro Municipal durante 15 anos e Marisa Gandelman, pianista e educadora musical, é hoje diretora da UBC.
Iniciou seus estudos musicais (piano, flauta doce e musicalização) aos seis anos de idade. Aos 15, se apresentou como solista da Orquestra Sinfônica Brasileira nos “Concertos da Juventude”. Estudou também viola de gamba e participou junto com suas irmãs, Jaques Morelembaum, Myrna Herzog, Helder Parente e outros do grupo “Pro Arte Antiqua”, pelo qual fez suas primeiras apresentações em público.
Leo se afastou da música, mas retornou alguns anos mais tarde graças do saxofone. Em 1977, ingressou na Berklee College of Music (Boston, EUA) onde estudou saxofone, composição e arranjo.
Em 1979 voltou ao Brasil iniciando sua vida profissional na noite e, logo em seguida, se viu como um dos músicos de gravação mais solicitados do país - Leo chegou a participar da gravação de mais de 800 álbuns diferentes em um período de apenas 10 anos.
Seu primeiro grupo se chamou "Avenida Brasil", formado por Leo, Serginho Trombone, Bidinho e Zé Carlos Bigorna. Em 1984, escreveu a trilha sonora do longa-metragem "Rádio Pirata", de Lael Rodrigues.

### Carreira solo
Leo Gandelman iniciou sua carreira artística solo em 1987, inspirando-se principalmente na música brasileira e no Jazz, com um estilo sempre versátil e claro. Estas são marcas registradas que fizeram com que fosse eleito durante 15 anos consecutivos o “Melhor Instrumentista Brasileiro” pelo concurso “Diretas na Música” do Jornal do Brasil. Nesse mesmo ano, Leo participou ainda do Free Jazz Festival.
Seu primeiro álbum solo levou o seu nome. Leo Gandelman (1987) alcançou o sucesso com A Ilha (com William Magalhães). Western World, versão americana de seu segundo álbum, Ocidente (1989), foi considerado o melhor álbum de música progressiva nos EUA.
Ainda na década de 1980, assinou a produção musical dos discos Virgem, de Marina Lima, e Plural, de Gal Costa, entre outros.
De 1989 a 1991, atuou como apresentador do programa semanal Free Jazz in Concert (Rede Manchete).
Em 1990, lançou seu terceiro disco, Solar, indicado no ano seguinte para cinco categorias do Prêmio Sharp (Disco, Música, Arranjo, Instrumentista e Produtor). Solar foi seu álbum de maior sucesso e chegou a vender mais de 100 mil cópias, volume extraordinário para uma obra instrumental no Brasil.
Em 1991, foi contemplado com os prêmios da União Brasileira dos Compositores e da Associação Paulista de Críticos de Arte, além de ter recebido o Disco de Ouro como produtor do CD Virgem, de Marina Lima, e o Troféu Brahma. Foi também nesse ano que Leo lançou o disco Visões.
Em 1992, participou do Hollywood Rock, ao lado do grupo Living Colour.
Em 1993, lançou o CD Made in Brazil e voltou a apresentar-se no Free Jazz Festival, dividindo a noite com Chick Corea e Michael Brecker.
Dois anos depois, atuou, como convidado especial de Rita Lee, no Hollywood Rock Festival, participando do show de abertura para a apresentação dos Rolling Stones.
Em 1996, lançou o CD Pérolas negras e, dois anos depois, o CD Brazilian Soul.
Em 1999 lançou, com Silvio Barbato, o CD Primeiro Brasil Sinfônico, com participação de Eduardo Souto Neto, Nico Resende e Luiz Avellar. O disco foi gravado ao vivo na Sala Cecília Meireles (RJ).
Ao longo de toda a sua carreira também atuou como solista em discos de inúmeros artistas e assinou a direção musical de diversos espetáculos. Compôs ainda vinhetas para a Rádio Jornal do Brasil e é o intérprete do tema das aberturas do Free Jazz Festival, da abertura do programa Fantástico e de várias trilhas de novelas e minisséries da Rede Globo. Compôs as trilhas sonoras originais dos filmes Pure Juice e do documentário Banana is my Business, pelo qual recebeu da crítica especializada o elogio de "momento nobre" na homenagem a Carmen Miranda realizada no Lincoln Center de Nova York (EUA).
Em 2002, atuou na gravação do Acústico de Jorge Benjor. Lançou também, em CD e DVD, Leo Gandelman ao vivo, registro do espetáculo realizado no ano anterior no Garden Hall (RJ), com a participação de Bruno Cardoso (teclados), André Vasconcellos (baixo), Bernardo Bosisio (guitarra) e Juliano Zanoni (bateria).
Em 2004, foi premiado no Festival de Recife e no Festival de Cinema de Belém, por seu trabalho na trilha sonora do filme Garrincha, a estrela solitária. Ainda nesse ano, a convite do pianista Chucho Valdés, apresentou-se no Festival de Jazz de Havana.
Lançou, em 2005, o CD Lounjazz. O álbum conta com participações ilustres. A faixa Dançarará ganhou letra de Seu Jorge, enquanto em Inquietação – de Ary Barroso – o saxofonista tem a companhia de Zélia Duncan, em participação especial. O grupo Bossacucanova dá o ar da graça em Tico Tico Lounge e Dançarará Remix. A obra ainda traz outras parcerias de peso como Juliano Zanoni, William Magalhães, André Vasconcelos e Nico Resende. Os mitos Baden Powell e Vinícius de Moraes também são homenageados na interpretação de Leo de Canto de Ossanha.
Em 2006, lançou o CD Radamés e o Sax, dedicado às criações do maestro Radamés Gnattali para o instrumento. Com este álbum, Leo ganhou o Prêmio Tim 2007 como “Melhor Disco Instrumental” e “Melhor Produtor”.
No final de 2008 veio mais uma obra, o CD e DVD Sabe Você. O álbum é uma linda releitura de baladas brasileiras e conta com participações especiais de grandes nomes da MPB como Caetano Veloso, Chico Buarque, Milton Nascimento, Luiz Melodia, Leny Andrade, Ney Matogrosso, Joel Nascimento e Leila Pinheiro.
Em 2009, participou do Moscow City Jazz Festival, na Rússia, e foi também à Caracas onde, sob a regência de Isaac Karabtchevsky, foi solista convidado da "Orquestra Jovem de Caracas". Ainda em 2009, iniciou a produção e apresentação do programa "Instrumental MPB" na rádio MPB FM – programa que segue sob seu comando até hoje.
Em 2010 excursionou pela Espanha com a pianista Maria Teresa Madeira e pela Rússia e Itália com seu quarteto, além de ter feito participações em festivais de jazz no Brasil.
Em 2011, mais uma grande conquista. Leo Gandelman lançou o CD Origens, primeiro título de seu próprio selo, o Saxsamba, interpretando obras de Chiquinha Gonzaga, Heitor Villa-Lobos, Ernesto Nazareth, Radamés Gnatalli e do francês Jacques Ibert. O disco foi lançado no Teatro do Sesi (RJ), com a participação de Maria Teresa Madeira. Nesse mesmo ano, fez participação especial na turnê brasileira de Cindy Lauper no Brasil.
Perto de lançar seu novo trabalho, intitulado Vip Vop, o instrumentista já soma 14 álbuns gravados ao longo de sua carreira, tendo vendido mais de 500 mil cópias.

## Estilo
Um dos mais celebrados instrumentistas do país, o saxofonista Leo Gandelman alcançou um patamar inteiramente único no Brasil - e raro até mesmo mundo afora: é adorado pelo grande público, jovem e pop, e também pelos fãs de MPB; da mesma forma, associou seu nome à excelência e ao virtuosismo da música de concerto, em performances como solista de orquestras consagradas e em recitais de câmara.
Na verdade, Leo ultrapassa as fronteiras entre clássico e popular a bordo da qualidade de seu saxofone, conferindo um grau avançado de apelo e emoção pop às peças de concerto e, por outro lado, exercitando o talento na interpretação, na pureza e na precisão do som na música popular e instrumental.

## Discografia
- 2011 - Origens • Saxsamba • CD
- 2008 - Sabe Você • Saxsamba/EMI • CD /DVD
- 2006 - Radamés e o Sax • Biscoito Fino • CD
- 2005 - Lounjazz • Saxsamba/Rob Digital • CD
- 2002 - Leo Gandelman ao vivo  • Saxsamba • CD/DVD
- 1999 - Primeiro Brasil Sinfônico (Leo Gandelman e Silvio Barbato) • CD
- 1998 - Brazilian soul • Saxsamba • CD
- 1998 - O melhor de Leo • coletânea • Universal Music • CD
- 1996 - Pérolas negras • PolyGram • CD
- 1994 - Minha história • PolyGram • CD
- 1993 - Made in Rio • PolyGram • CD
- 1991 - Visões • PolyGram • CD
- 1990 - Solar • PolyGram • CD
- 1988 - Ocidente • PolyGram • CD
- 1987 - Leo Gandelman • PolyGram • LP

## Trabalhos como produtor musical
- Virgem, de Marina Lima;
- Jogo de Ilusões, de Nico Rezende;
- Plural, de Gal Costa; e
- Berimbaum e Telecoteco, de Paula Morelenbaum.

## Trabalhos em televisão e cinema
- Trilha incidental das telenovelas Vidas Opostas, Vidas em Jogo, Caminhos do Coração, Promessas de Amor e Ribeirão do Tempo (TV Record);
- Apresentador do Momento Jazz, canal Multishow (Globosat);
- Trilhas para a série Globo Ecologia e Globo Ciência (Rede Globo);
- Intérprete do tema de abertura do programa Fantástico (Rede Globo) e do Free Jazz Festival;
- Diversos temas de telenovelas e minisséries da Rede Globo;
- Apresentador do programa semanal Free Jazz In Concert (Rede Manchete);
- Trilhas sonoras dos filmes: Pure Juice, Rádio Pirata e Banana is my Business;
- Trilha onora do filme Garrincha - Estrela Solitária, sobre a vida do craque das pernas tortas;
- Coprodução com Jaques Morelenbaum na trilha do filme Paid, do diretor holandês Laurence Lamers;
- Trilha incidental de Palavra en-cantada, de Helena Solberg e Marcio DB;
- Trilha sonora do documentário longa-metragem Moacir Arte Bruta, de Walter Carvalho;
- Trilha sonora do filme Budapeste, de Walter Carvalho baseado no romance de Chico Buarque;
- Trilha sonora para o documentário O Engenho de Zé Lins, de Wladimir Carvalho;
- Apresentador e produtor do Instrumental MPB na rádio MPB FM.

## Participação em festivais
- Festival de Londrina
- Goyaz Festival
- Festival de Domingos Martins
- Festival de Guaramiranga
- Festival de Jazz de Havana
- Moscow Jazz Festival
- Montreaux Jazz Festival
- Free Jazz Festival'
- Hollywood Rock Festival (convidado especial no show do Living Colour e convidado especial de Rita Lee – show de abertura para os Rolling Stones)
- Inúmeras participações em variados eventos, turnês e temporadas em teatro e casa de espetáculos em todo o Brasil, Estados Unidos, Europa e Ásia
- Consultoria e participação nos Festivais de Búzios-RJ e Ipatinga-MG.

## Prêmios e indicações

### Prêmio da Música Brasileira
| Ano  | Categoria                  | Indicação                                            | Resultado |
| ---- | -------------------------- | ---------------------------------------------------- | --------- |
| 1989 | Arranjador de pop/rock     | Léo Gandelman (por Jogo de Ilusões, de Nico Rezende) | Indicado  |
| 1989 | Arranjador de instrumental | Léo Gandelman (por Ocidente, de Léo Gandelman)       | Indicado  |
| 2007 | Disco instrumental         | Radamés e o Sax                                      | Venceu    |
| 2007 | Produtor                   | Léo Gandelman                                        | Venceu    |

### Prêmio APCA
| Ano  | Categoria             | Indicação     | Resultado |
| ---- | --------------------- | ------------- | --------- |
| 1990 | Melhor Instrumentista | Léo Gandelman | Venceu    |
| 1991 | Melhor Produtor       | Léo Gandelman | Venceu    |

- Melhor trilha sonora - Festivais de Cinema de Recife e Belém com o filme Garrincha - Estrela Solitária
- Eleito 15 vezes Melhor Instrumentista, prêmio Diretas na Música, da Revista Programa, Jornal do Brasil
- Disco de Ouro como produtor do CD Virgem, de Marina Lima
- Troféu Brahma
- Troféu UBC.